# Acraephia carinata
Acraephia carinata är en insektsart som beskrevs av Stsl 1869. Acraephia carinata ingår i släktet Acraephia och familjen lyktstritar. Inga underarter finns listade i Catalogue of Life.